# Brotherhood (série de televisão)
Brotherhood é um série dramática que conta a história de dois irmãos Michael e Tommy, filhos de uma família de origem irlandesa chamada "Caffee".
O elenco conta com nomes como Annabeth Gish (Arquivo X), Al Sapienza (Prison Break) e Ethan Embry (Dragnet).
A série estreou no canal americano Showtime e atualmente tem 11 episódios. Foi exibida no Brasil pelo canal FX.

## Sinopse
Enquanto Tommy Caffee é um político local em ascensão, seu irmão Michael, está envolvido com a máfia irlandesa do bairro. Apesar dos irmãos terem caminhos distintos, muitas vezes seus atos podem ser confundidos em que realmente é o Bom e quem é o Mau.

## Recepção
Em sua primeira temporada, Brotherhood teve recepção geralmente favorável por parte da crítica especializada. Com base de 23 avaliações profissionais, alcançou uma pontuação de 75% no Metacritic.